# Károly Németh (Politiker)

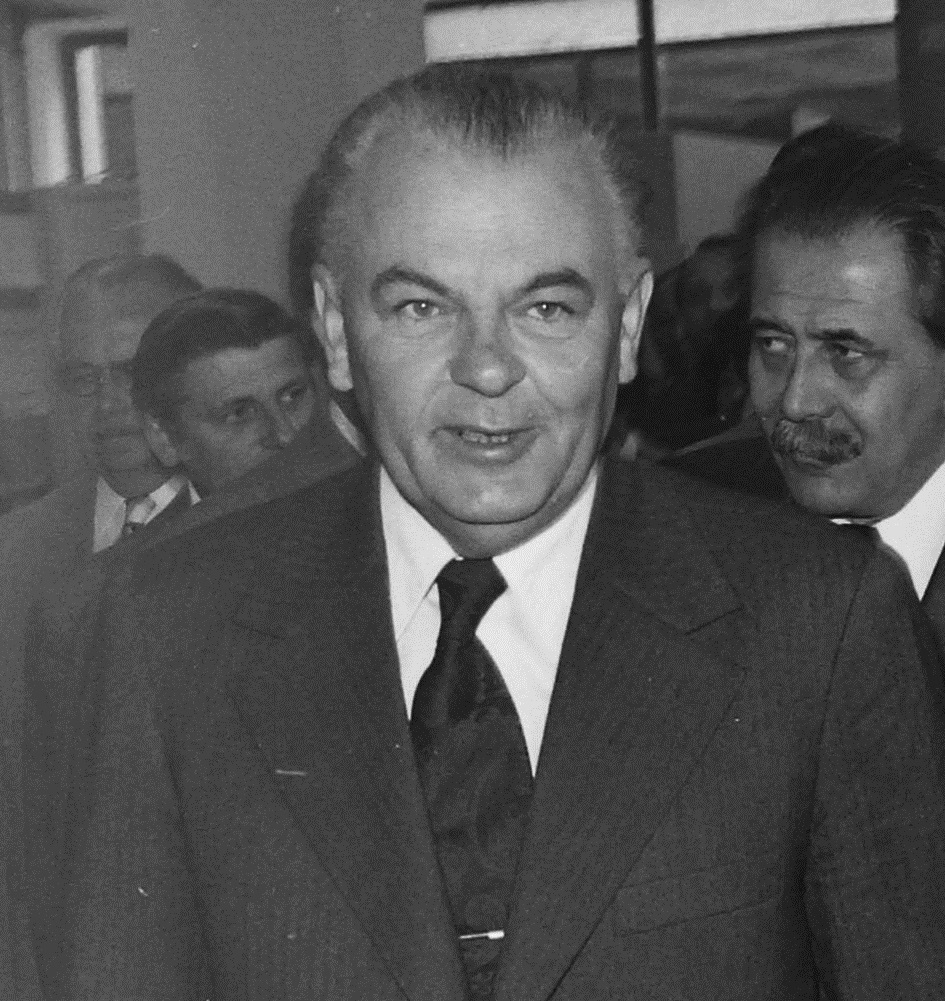
Károly Németh

Károly Németh [ˈkaːroj ˈneːmɛt] (* 14. Dezember 1922 in Páka bei Lenti, Ungarn; † 12. März 2008) war ein ungarischer kommunistischer Politiker und Staatspräsident.
Németh trat bereits 1945 der Kommunistischen Partei bei, die sich 1948 in Partei der Ungarischen Werktätigen umbenannte. Nach einer einjährigen Zeit als Kandidat wurde er 1957 Mitglied des Zentralkomitees (ZK) der Ungarischen Sozialistischen Arbeiterpartei (USAP). Von 1958 bis 1988 war er Abgeordneter der Nationalversammlung.
Von 1960 bis 1965 war er Sekretär des ZK der USAP. Anschließend wurde er Erster Sekretär der Parteileitung in Budapest. Zwischen 1970 und 1989 war er zudem Mitglied des Politbüros des ZK der USAP. 1974 kehrte er als Sekretär in das ZK zurück. 1985 wurde er Vizegeneralsekretär des ZK der USAP und damit Stellvertreter von János Kádár als Parteichef.
Németh wurde am 25. Juni 1987 als Nachfolger von Pál Losonczi Vorsitzender des Präsidialrates und damit Staatspräsident von Ungarn. Nach etwas mehr als einjähriger Amtszeit wurde er in diesem Amt am 29. Juni 1988 von Brúnó Straub abgelöst.